# TSC Proven
TSC Proven is een Belgische voetbalclub uit Proven. De club is aangesloten bij de KBVB met stamnummer 8406 en heeft paars en wit als kleuren.

## Lijst met bekende (ex-)speler
| Naam           | Positie/Functie | Periode | Ex-teams                         |
| -------------- | --------------- | ------- | -------------------------------- |
| Kevin Pecqueux | Middenvelder    | 2018-?  | Excelsior Moeskroen, KV Kortrijk |

## Geschiedenis
In de eerste helft van de 20ste eeuw speelde in Proven al voetbalclub White Star, maar deze stopte op het eind van de jaren 50. Halverwege de jaren 60 werd opnieuw gevoetbald in Proven, maar dan bij een lokale amateurbond. De club groeide de volgende jaren uit met een jeugdploeg en een reservenploeg. In 1974 behaalde men een titel en een beker en men overwoog de overstap naar de Belgische Voetbalbond.
Met de gemeentelijke fusies van 1976 maakte men definitief de overstap naar de KBVB. Omdat White Star nog schulden had uitstaan bij de bond, moest men een nieuwe naam nemen en koos men voor Three Stars Club Proven. De club kreeg stamnummer 8406 toegekend en ging van start op het laagste niveau, Vierde Provinciale.

## Resultaten
| Seizoen | Klasse | Klasse | Klasse | Klasse | Klasse | Klasse | Klasse | Klasse | Reeks               | Punten | Opmerkingen                       |
|         | I      | II     | III    | IV     | P.I    | P.II   | P.III  | P.IV   |                     |        |                                   |
| ------- | ------ | ------ | ------ | ------ | ------ | ------ | ------ | ------ | ------------------- | ------ | --------------------------------- |
| 2007/08 |        |        |        |        |        |        |        | 2      | Vierde Provinciale  | 53     | winst eindronde                   |
| 2008/09 |        |        |        |        |        |        | 7      |        | Derde Provinciale   | 45     |                                   |
| 2009/10 |        |        |        |        |        |        | 9      |        | Derde Provinciale   | 39     |                                   |
| 2010/11 |        |        |        |        |        |        | 14     |        | Derde Provinciale   | 26     |                                   |
| 2011/12 |        |        |        |        |        |        | 5      |        | Derde Provinciale   | 62     |                                   |
| 2012/13 |        |        |        |        |        |        | 5      |        | Derde Provinciale   | 54     |                                   |
| 2013/14 |        |        |        |        |        |        | 11     |        | Derde Provinciale B | 36     |                                   |
| 2014/15 |        |        |        |        |        |        | 2      |        | Derde Provinciale A | 64     |                                   |
| 2015/16 |        |        |        |        |        |        | 10     |        | Derde Provinciale A | 38     |                                   |
| 2016/17 |        |        |        |        |        |        | 9      |        | Derde Provinciale A | 42     |                                   |
| 2017/18 |        |        |        |        |        |        | 7      |        | Derde Provinciale A | 50     |                                   |
| 2018/19 |        |        |        |        |        |        | 8      |        | Derde Provinciale A | 44     |                                   |
| 2019/20 |        |        |        |        |        |        | 6      |        | Derde Provinciale A | 47     |                                   |
| 2020/21 |        |        |        |        |        |        | -      |        | Derde Provinciale A | -      | Seizoen geschrapt wegens Covid-19 |
| 2021/22 |        |        |        |        |        |        | 5      |        | Derde Provinciale A | 56     |                                   |
| 2022/23 |        |        |        |        |        |        | 11     |        | Derde Provinciale B | 35     |                                   |
| 2023/24 |        |        |        |        |        |        | 10     |        | Derde Provinciale A | 39     |                                   |
| 2024/25 |        |        |        |        |        |        | 5      |        | Derde Provinciale A | 51     |                                   |
| 2025/26 |        |        |        |        |        |        |        |        | Derde Provinciale A |        |                                   |